# Folia termiczna
Folia termiczna, nazywana również folią izolacyjną, to materiał o specjalnej strukturze, który znacząco ogranicza przenikanie ciepła przez różne powierzchnie. Jest powszechnie stosowana w wielu dziedzinach, w tym w budownictwie, transporcie, a także w produkcji opakowań i w przemyśle spożywczym.

## Konstrukcja i zastosowanie
Typowa folia termiczna składa się z kilku warstw materiałów o różnych właściwościach. Najczęściej spotykanymi materiałami są folia aluminiowa oraz materiały izolacyjne, takie jak pianka polietylenowa lub poliuretanowa. Warstwa aluminiowa działa jako bariera odbijająca promieniowanie cieplne, co ogranicza przenikanie ciepła do lub z izolowanej przestrzeni. Warstwy izolacyjne z kolei zmniejszają przewodzenie ciepła poprzez konwekcję i przewodnictwo.
W budownictwie folie termiczne są stosowane jako warstwa izolacyjna w ścianach, dachach oraz podłogach, aby poprawić efektywność energetyczną budynków. W transporcie, szczególnie w branży motoryzacyjnej, są wykorzystywane do izolacji termicznej silników, układów wydechowych oraz przestrzeni pasażerskich. W przemyśle spożywczym i farmaceutycznym folie termiczne są używane do pakowania produktów, aby zwiększyć ich trwałość poprzez kontrolę temperatury. Folia termiczna ma swoje zastosowanie także w branży poligraficznej.
Folia termiczna odgrywa kluczową rolę w branży reklamowej i poligraficznej, znajdując zastosowanie między innymi w oklejaniu witryn i szyb. Dzięki swoim właściwościom izolacyjnym i odbijającym ciepło, folia termiczna może znacząco poprawić efektywność energetyczną budynków oraz zapewnić dodatkową ochronę przed promieniowaniem UV. W przypadku montażu folii termicznej na witrynach sklepów czy biur specjaliści wykorzystują techniki i narzędzia zapewniające dokładne dopasowanie folii do powierzchni oraz minimalizujące ryzyko powstania pęcherzyków powietrza czy fałd. Profesjonalnie wykonane oklejenie witryny folią termiczną poprawia estetykę budynku oraz zwiększa jego efektywność energetyczną i obniża koszty związane z klimatyzacją lub ogrzewaniem. W poligrafii, folia termiczna może być wykorzystywana do dodatkowego wzmocnienia i zabezpieczenia różnego rodzaju druków. Poprzez laminację, czyli pokrycie druku warstwą folii termicznej, można uzyskać wyjątkową trwałość oraz odporność na wilgoć i uszkodzenia mechaniczne. Dzięki temu druki reklamowe czy opakowania mogą zachować swoją jakość i atrakcyjny wygląd.

## Zalety stosowania
Stosowanie folii termicznych ma wiele korzyści. Po pierwsze, pomagają one w utrzymaniu stabilnej temperatury wewnętrznej, co może prowadzić do zmniejszenia zużycia energii i obniżenia kosztów ogrzewania lub chłodzenia. Ponadto, folie termiczne mogą chronić przed szkodliwym działaniem promieniowania UV oraz wilgoci, co jest istotne zwłaszcza w przypadku materiałów łatwo ulegających degradacji.